# Trichoglottis hastatiloba
Trichoglottis hastatiloba är en orkidéart som beskrevs av Jeffrey James Wood och Anthony L. Lamb. Trichoglottis hastatiloba ingår i släktet Trichoglottis och familjen orkidéer. Inga underarter finns listade i Catalogue of Life.